# TVOntario
TVOntario, offiziell Ontario Educational Communications Authority (OTEO) ist ein öffentlich finanziertes englischsprachiges Bildungsfernsehnetz und Medienunternehmen für die kanadische Provinz Ontario. Es betreibt den Hauptsender CICA-DT (Kanal 19) in Toronto, der über acht Weiterverbreitungsstationen auch Programme in Teile von Ontario überträgt. Alle Pay-TV-Anbieter (Kabel, Satellit, IPTV) in ganz Ontario müssen TVO in ihrem Basistarif anbieten, und die Programme können in Kanada kostenlos online gestreamtwerden.
TVO wird von der Ontario Educational Communications Authority (OECA) betrieben, einem staatlichen Unternehmen im Besitz der Regierung von Ontario, das seit 2022 als TVO Media Education Group (oder TVO.me) firmiert. TVO.me betreibt außerdem TVO Today, TVO ILC, TVO Learn und TVOKids.